# كوربي ديفيدسون
كوربي ديفيدسون (بالإنجليزية: Corby Davidson)‏ هو مقدم برامج إذاعية أمريكي، ولد في 15 سبتمبر 1969 في أرلينغتون في الولايات المتحدة.